# Jesse Barnett

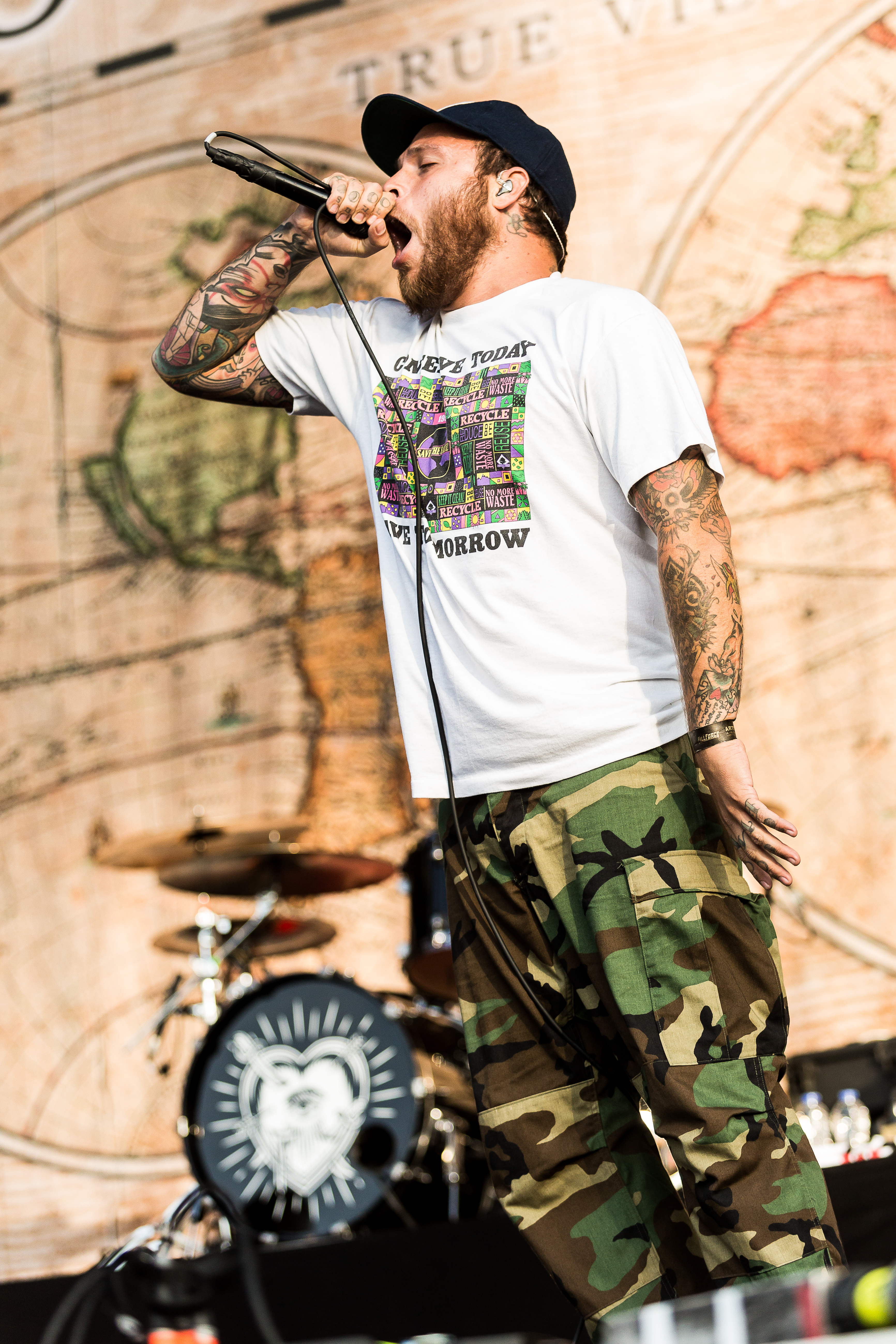
Jesse Barnett bei einem Konzert auf dem With Full Force, 2018.

Jesse Barnett (* 13. November 1987 in Long Beach, Kalifornien) ist ein US-amerikanischer Hardcore-Sänger.

## Leben

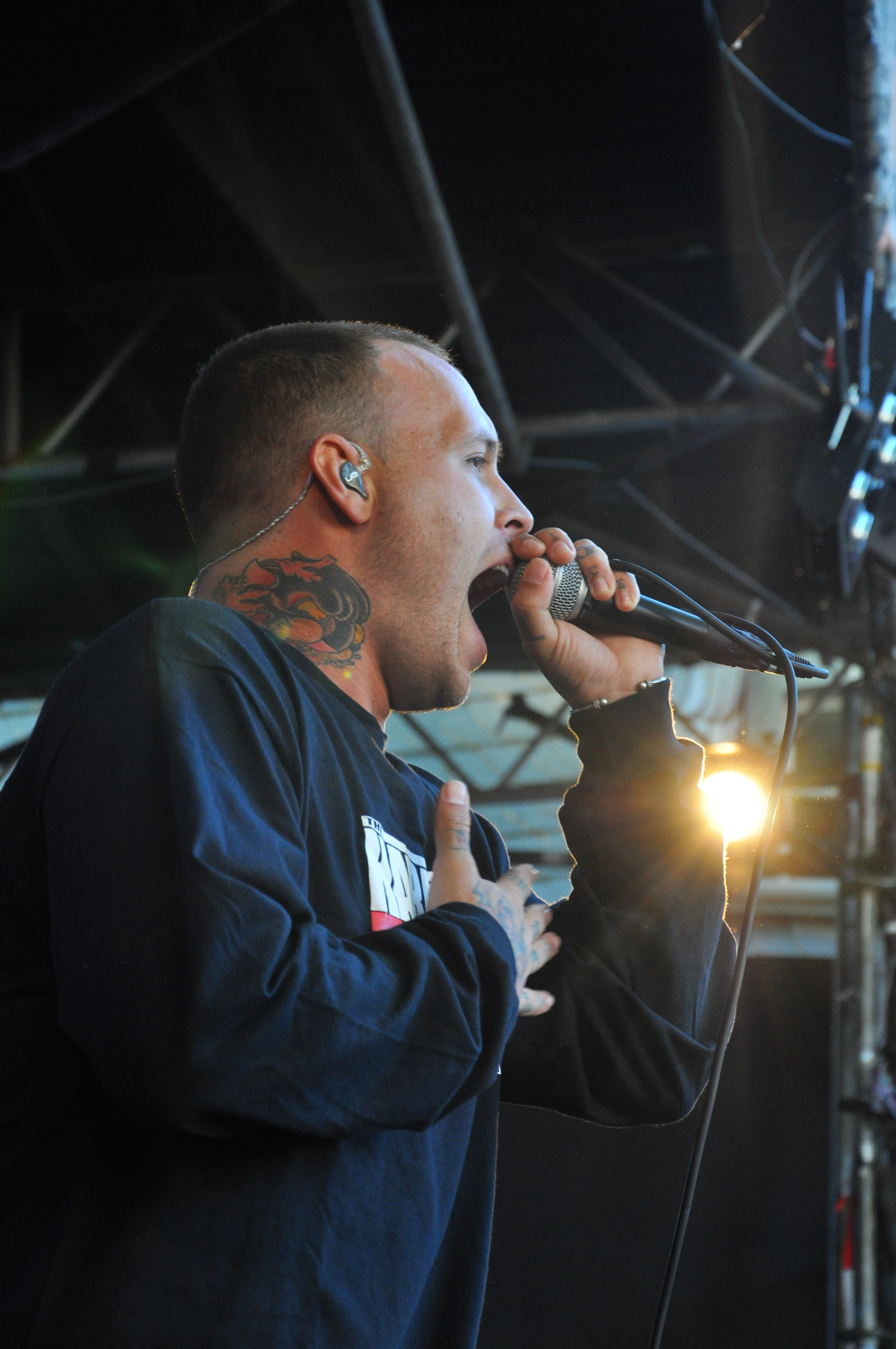
Jesse Barnett (2014)

Jesse Barnett wurde im Jahr 1987 in Long Beach im Bundesstaat Kalifornien geboren, verbrachte seine Kindheit allerdings in Costa Mesa. Er hat eine ältere Schwester und einen Bruder. Durch sie kam er erstmals im Alter von acht Jahren mit Hardcore-Punk in Berührung, als sie ihm und seinem Bruder eine Kassette mit Musikstücken der US-Hardcore-Bands Black Flag und Minor Threat schenkte. Er spielte in seiner Kindheit Schlagzeug und Gitarre in einer Kirchenband. Barnett flog früh aus der Schule und war einige Zeit lang arbeitslos.
Barnett lebte zeitweise in Montreal, Kanada und ist Wahlkanadier. Er hatte eine Freundin, die er auf einem Konzert von Barnetts Band Stick to Your Guns in Montreal kennenlernte. Nachdem die Beziehung geendet hatte, zog Barnett Mitte des Jahres 2017 zurück nach Los Angeles.

## Karriere

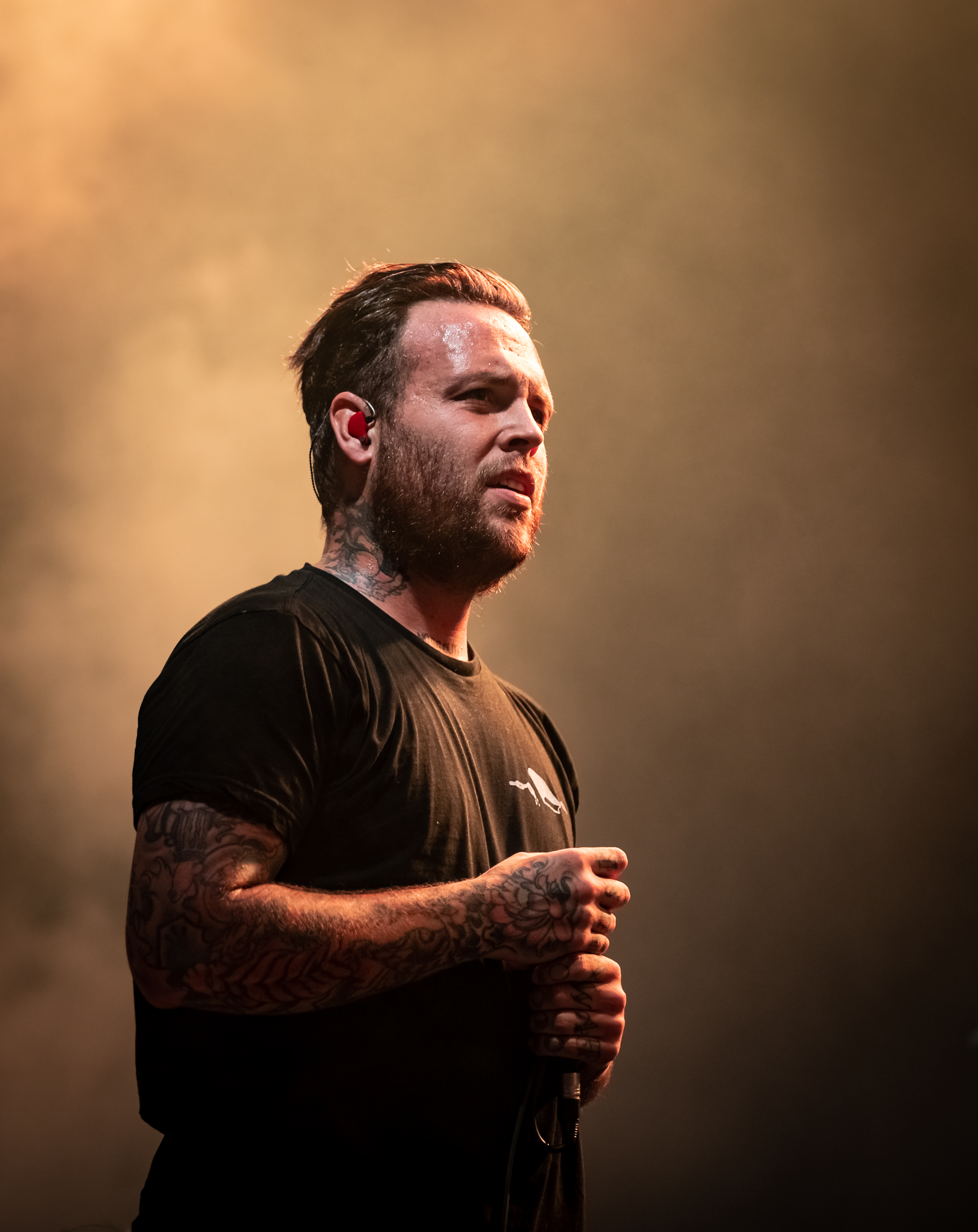
Jesse Barnett live bei Rock am Ring 2022

2003 gründete Barnett im Alter von 15 Jahren die Hardcore-Punk-Band Stick to Your Guns in Orange County, Kalifornien. Ziel war es, einen der Band Hatebreed ähnlichen Sound zu kreieren. Mit dieser veröffentlichte er bis heute fünf Studioalben, sowie eine Split-EP mit The Story So Far.
Im Jahr 2012 startete Barnett eine Crowdfunding-Kampagne auf der Plattform Kickstarter, um die Produktion eines Akustik-Albums realisieren zu können. Das Ziel war, 2000 US-Dollar einzunehmen, was im angegebenen Zeitraum auch geschafft wurde.
Im März 2014 gründete er mit Gitarrist Tom Williams von der Hardcore-Punk-Band Stray from the Path das Musikprojekt Trade Wind. Beide Musiker sind seit mehreren Jahren eng miteinander befreundet. Musikalisch unterscheidet sich das Projekt um einiges von ihren eigentlichen Bands.
Am 27. Mai 2014 wurde die EP Suffer Just to Believe auf der Seite des Alternative Press als Stream vorab den Hörern vorgestellt. Am 3. Juni 2014 erschien die EP als Download und als Tonträger über Other People Records.
Im Jahr 2020 gründete Barnett gemeinsam mit Boysetsfire-Schlagzeuger Jared Shavelson die Gruppe Ways Away und brachte bereits im Juli gleichen Jahres ihr Debütalbum auf den Markt.
Ein weiteres musikalisches Projekt Barnetts trägt den Namen Wish You Were Here, welches von Musikern wie James Taylor und Paul Simon musikalisch inspiriert wurde. Im September 2019 erschien mit I’m Afraid of Everything das Debütalbum, welches unter Mithilfe seines Freundes Derek Hoffman in Montreal entstand. Die Entstehung des Albums nahm knapp fünf Jahre in Anspruch.

## Diskographie

### Mit Stick to Your Guns
- 2003: Compassion Without Compromise (EP, Eigenproduktion)
- 2005: For What It´s Worth (This City is Burning Records, 2007 über Sumerian Records neu aufgelegt)
- 2008: Comes from the Heart (Century Media)
- 2010: The Hope Division (Sumerian Records)
- 2012: Diamond (Sumerian Records)
- 2013: Stick to Your Guns/The Story So Far (Split-EP, Pure Noise Records)
- 2015: Disobedient (Sumerian Records)
- 2016: Better Ash Than Dust (EP, Pure Noise Records)
- 2017: True View (End Hits Records – Cargo Records)
- 2022: Spectre (End Hits Records)

### Mit Trade Wind
- 2014: Suffer Just to Believe (EP, Other People Records)
- 2016: You Make Everything Disappear (Album, Equal Vision Records, End Hits Records)

### Mit Ways Away
- 2020: Ways Away (Album, Other People Records, Evil Greed, Holy Roar Records)

### Mit Wish You Were Here
- 2019: I’m Afraid of Everything (Album, Eigenverlag)
- 2020: Wish You Were Here on Audiotree Live (Live-EP, Audiotree Music)

### Als Gastmusiker
- 2010: Laid to Rest aus Ghost Among Men von Grave Maker (Victory Records)
- 2013: The Chosen Few aus Weather the World von The Haverbrook Disaster (Let It Burn Records)
- 2013: Radio aus Anonymous von Stray from the Path (Sumerian Records)
- 2013: Rise to Victory aus Beyond Measure von Dynasty (Facedown Records)
- 2013: Youngbloods aus Hollow Bodies von Blessthefall (Fearless Records)
- 2017: Blackned Sun von Get the Shot
- 2017: Rules of conviction von First Blood (Pure Noise Records)[13]
- 2019: Split-EP mit Nathan Gray (End Hits Records, Pure Noise Records)
- 2019: Rock Bottom aus Valley of Death von Lionheart (Arising Empire)